# جون بلاك (سياسي كندي، مواليد 1765)
جون بلاك هو تاجر وسياسي كندي، ولد في 1765 في أبردين في المملكة المتحدة، وتوفي بنفس المكان في 1823. انتخب عضو الجمعية التشريعية لنيو برونزويك ‏ عن دائرة Northumberland County, New Brunswick ‏ (1793 – 1795).